# Штайнхаген (Мекленбург)
Штайнхаген (нем. Steinhagen) — община в Германии, в земле Мекленбург-Передняя Померания.
Входит в состав района Гюстров. Подчиняется управлению Бютцов Ланд. Население составляет 817 человек (2009); в 2003 г. — 859. Занимает площадь 10,09 км².